# فيفيان لي
فيفيان ماري هارتلي (بالإنجليزية: Vivien Leigh) (5 نوفمبر 1913 - 8 يوليو 1967)، واسمها الفني هو (فيفيان لى) ممثلة بريطانية مشهورة بأدوارها المسرحية والسينمائية، حازت على جائزة الأوسكار عن دورها ك سكارليت أوهارا في فيلم ذهب مع الريح (1939)، كما حصلت عليها للمرة الثانية عن دورها في فيلم عربة اسمها الرغبة(1951) حيث لعبت دور (بلانش دبوا)، وقد لعب نفس الدور على خشبة مسرح ويست إند بلندن عام (1949). حازت فيفيان لى أيضًا على جائزة تونى لدورها في مسرحية (نوفاريتش) الغنائية على خشبة مسرح برودواى عام (1963). في عام (1999) احتلت المركز السادس عشر في قائمة 100 عام و100 ممثل التي أصدرها معهد الفيلم الأمريكي.
درست «فيفيان لى» الدراما، مما أهلها للحصول في بادئ حياتها الفنية على أدوار فرعية في أربعة أفلام عام (1935)، لكنها سرعان ما تسلقت سلم الشهرة، حيث حصلت على دور البطلة في فيلم (حريق لندن) عام (1937). كانت «لى» دائمًا ما تظن أن جمالها هو السبب وراء عدم معاملتها جديًا كممثلة لها قدرها. لكن على الرغم من شهرتها السنيمائية إلا أن أدوارها المسرحية فاقت في العدد أعمالها السينمائية، حيث لعبت خلال ثلاثين عامًا كممثلة مسرحية العديد من الأدوار المختلفة بدءًا من كوميديات «نويل كاوارد» و«جورج بيرنارد شو» انتقالاً إلى شخصيات«شكسبير» الكلاسيكية، مثل لعبها دور «أوفيليا»، و«كليوباترا»، و«جولييت»، و«ليدى ماكبث».
كان زواجها للمرة الثانية عام (1940) من «لورنس أوليفيه» هو الأكثر شهرة، واستمر زواجهما عشرين عامًا، حتى عام (1960).كان الإثنين دائمًا ما يقوما بأدوار البطولة معًا على المسرح، وغالبًا كان أوليفيه هو المخرج. وقد اشتهرت «فيفيان لى» بصعوبة العمل معها.
عانت «فيفيان لى» مع تقدمها في السن من نوبات اكتئاب حادة، كما أصيبت بمرض السل المزمن، حيث تم تشخيص المرض لديها في الأربعينيات، ولم يلبث إلا وأن قضى عليها وهي الثالثة والخمسين من عمرها.

## حياتها وبداياتها الفنية
وُلِدَت «فيفيان مارى هارتلى»،  في الهند البريطانية في مخيم مدرسة سانت بول بدارجيلينج. كانت فيفيان وحيدة أبويها، وهما (إيرنست هارتلى)، ضابط بسلاح الفرسان الهندى، وزوجته (جيرترود مارى فرانسيس)، والتي احتفظت باسم عائلتها (روبنسون) بعد الزواج. كانت والدتها من الكاثوليك المؤمنين، وهي ربما تكون من أصول أيرلندية وهندية بارسية. تزوج والداها عام (1912) في كينجستون بلندن.
عام (1917) تم نقل "إيرنست هارتلى" إلى " بانجالود"، في حين بقيت "جيرترود" و«فيفيان» في "أوتاكاموند". وفي الثالثة من عمرها، اشتركت «فيفيان» في فرقة مسرحية للهواة كونتها أمها، حيث قاموا بتقديم عرض "بو بيب الصغير". حاولت "جيرترود" أن تؤسس في ابنتها حب الأدب وتقديره، فعرفتها على أعمال "هانز كريستيان أندرسون"، و"لويس كارول"، و"رود باردكيبلينج"، وأيضًا قصصًا من الأساطير الإغريقية، والتراث الشعبى الهندى. في السادسة من عمرها، أُرسِلَت «فيفيان» إلى دير "القلب المقدس" (يُعرَف الآن باسم "مدرسة ولدينجهام"، الكائن في "روهامبتون بجنوب غرب لندن، وكان موقعه الأصلى في "دير لوريتو" في دارجيلينج. وهناك تعرّفت «فيفيان لى» على فتاة أصبحت فيما بعد الممثلة "مورين أوسوليفان" والتي تكبر «فيفيان» بثلاثة أعوام، وقد عبرت لها «فيفيان» عن رغبتها في أن تصبح ممثلة عظيمة يومًا ما.
لم يمضِ الكثير قبل أن يخرجها والدها من هذه المدرسة، بعدها ظلت العائلة دائمة الترحال على مدار أربعة سنوات، خلالها انضمت «فيفيان» لأربعة مدارس مختلفة في أربعة مدن مختلفة هم: دينارد، وبيارتيز، وسان ريمو، باريس، وقد أسهم هذا في إتقانها للغتين الفرنسية الإيطالية. عادت العائلة إلى بريطانيا عام (1931).
عملت «فيفان» مع شركة «كونيكتيكت يانكى»، وهي واحدة من شركات إنتاج الأفلام، وقد أخبرت «فيفان» والديها بأنها تريد أن تصبح ممثلة. وبعدها بفترة قصيرة، قام والدها بإلحاقها بالأكاديمية الملكية للفنون الدرامية في لندن. في عام (1931) تعرفت «فيفان» على «هيربرت لى هولمان» المعروف ب «لى هولمان» وهو محام في المحاكم العليا، ويكبر «فيفيان» بثلاثة عشر عامًا. وعلى الرغم من عدم تقبله «للمسرحين» إلا أن الاثنان تزوجا في العشرين من ديسمبر عام (1932)، مما أدى إلى انقطاع «فيفيان» عن دراساتها في الأكاديمية الملكية للفنون الدرامية، وتضاءل اهتمامها بالتمثيل بعد مقابلتها ل«هولمان». وفي الثانى عر من أكتوبر عام (1933) أنجبت «فيفيان لى» ابنتها «سوزان» التي عُرِفَت لاحقًا بالسيدة «روبين فارينجتون»  

## الحياه المهنية المبكرة
و اقترح أصدقاء لي أن تؤدى دور صغير كفتاة في المدرسة في فيلم يحمل عنوان «الأمور تتحسن» حيث كان ظهورها للمرة الأولى، وان كان ذلك عملاّ اضافياّ. وبالفعل بدأت أن تعمل مع وكيل يدعى، جون جليدون، الذي اعتقد بدورة أن هولمان فيفيان ليس اسماّ مناسباّ لممثلة، وبعد أن قامت برفض العديد من الاقتراحات من جانبه، اتخذت فيفيان لي الاسم المهنى لها. قام جليدون بترشيحها إلى ألكسندر كورداكممثلة أفلام واعده، لكن قام كوردا برفضها نظراّ لافتقارها العديد من الإمكانات.

إضافة إلى ذلك، كانت لي المدلى بها في مسرحية قناع الفضيلة، من إخراج سيدنى كارول، وبالفعل تلقت أراء ممتازة وتبع ذلك العديد من المقابلات والمقالات الصحفية. كانت إحدى هذة المقالات من صحيفة ديلى اكسبرس في هذة الاثناء لاحظ المحاور "التغير البرّاق الذي خيّم على وجهها " وكان ذلك أول ذكر للجمهور للتغيرات السريعة في المزاج التي تصيبها والتي أصبحت سمة من سماتها. وقام جون بتجيمان الحائز على جائزة الشاعر المستقبلية، بوصفها بأنها "جوهر الصبايا الانجليزية ". قام كوردا بحضور أدائها ليلة الافتتاح، مما جعله يعترف بخطئه، ووقع لها على عقد فيلم. وتابعت لي عرض مسرحياتها، ولكن عندما قام كوردا بنقل العرض إلى مسرح أكبر، شعرت لي انها غير قادرة على إيصال صوتها بصورة ملائمة أو جذب عدد كبير من الجمهور، ذلك مما أدى إلى غلق ذلك العرض بعد فترة وجيزة. وفي اعلان الحفلة، قام كارول بمراجعة تهجئة اسمها الأول إلى "فيفيان". ففى عام 1960، تذكرت لي التناقض الذي تعرضت له إيذاء أول تجربة لها من حيث إشادة النقاد والشهرة المفاجئة معلقة على قولها " بعض النقاد رأوا من الحماقة أن أقول أننى ممثلة كبيرة واعتقدت أن من الحماقة ومن الشر أن أقول ذلك، لأن ذلك كان يشكل عبء ومسئوليه بالنسبة لى، وأنا ببساطة لم أكن قادرة على تحملها. واستغرق الأمر منى سنوات لتعلم كيفية الارتقاء إلى ما قالوه النقاد بشأن تلك الاشعارات الأولى. وأجد أنة من الغباء اننى اتذكر الناقد بشكل جيد للغايه ولكنه لم يتلق ابدا المغفرة.

## اللقاء مع لورانس أوليفييه
وقد رأى لورانس أوليفييه «لي» في فيلم «قناع الفضيلة»، وبعد أن هنأها على ادائها، تطورت الصداقة بينهماونشأت علاقة غرامية بين أوليفييه ولي أثناء قيامهما بدور عشاق في فيلم يحمل عنوان «حريق إنجلترا» والذي تم اصدارة عام 1937، ولكن أوليفر كان لا يزال متزوجاً من الممثلة جيل إسموند. وخلال هذة الفترة، قامت لي بقراءة رواية مارجريت ميتشل «ذهب مع الريح» وأوعزت إلى وكيلها الأمريكى أن يقوم بترشيحها لديفيد سلزنيك الذي كان يخطط بتحويل النسخة المكتوبه للرواية لنسخة مرئيه. ومن الجدير بالذكر إنها قالت لأحد الصحفيين «لقد تخيلت نفسى اننى في قالب سكارليت اوهارا» ومن ناحيه أخرى أشار الناقد السينمائي المراقب «ليجيون» إلى محادثة في نفس الفترة التي قامت فيها لي «بإذهالنا جميعاً» وكان نص تلك المحادثة كالآتى: مع التأكيد على أن أوليفر «لن يلعب دور ريت بتلر لكننى سألعب دور سكارليت أوهارا.وسننتظر ونرى».
وعلى الرغم من قلة خبرتها النسبية، تم اختيارها لأداء دور أوفيليا في مسرحية هاملت لأوليفر وذلك ضمن إنتاج مسرحى قديم بمسرح فيك والذي تم تنظيمه في إلزينور بالدنمارك. وفي وقت لاحق أشار أوليفييه إلى موقف عندما تغير مزاج لي بسرعة بينما كانت تستعد للتوجة إلى خشبة المسرح ودون حدوث أي نوع من أنواع الإستفزاز إيذائها، بدأت لي بالصراخ في وجهه ولكن سرعان ما خيّم الصمت عليها وبدأت أن تحدق في الفضاء. فمن الجدير بالذكر انّ الفتاه كانت قادرة على أداء الدور دون وقوع أي حادث مؤسف، وفي اليوم التالى، كانت قد عادت إلى طبيعتها ولم تتذكر شيئاً مما حدث اليوم السابق.وكانت تلك هي المرة الأولى التي شاهد فيها أوليفييه صدور مثل هذا السلوك منها. وبدأوا يعيشون معاً، حيث رفض كلاً من الزوجين أن يمنح أحدهما للآخر فكرة الطلاق. ووفقاً للمعايير الأخلاقية التي فرضتها عليهم صناعة السينما، كان على علاقتهم أن تبقى بعيدة عن الرأى العام. إضافةً إلى ذلك، ظهرت لي مع روبرت تايلور وليونيل باريمور ومورين أوسوليفان في «يانك في أكسفورد» عام 1938، وكان ذلك أول أفلامها الذي تلقى الاهتمام في الولايات المتحدة الأمريكية.و أثناء الإنتاج، قد قامت بوضع سمعه لها انها من الصعب التعامل معها وشخصية غير معقولة ويرجع السبب في ذلك جزئياً أنها كانت تكره الدور الثانوى الذي تقوم به ولكن يعود السبب الرئيسى أن تصرفاتها وسلوكها الغريب يبدو إنها تؤتى بثمارها. فبعد التعامل مع تهديد الدعوى القضائية التي تم رفعهاأكثر من مرة بسبب حوداث تافهة، في كوردا، أوعز وكيل لها ليحذرها أن اختيارها لن يتجدد ثانيةً إذلم يتحسن سلوكها. وكان دورها المقبل الذي تقوم به في فيلم يسمى «أرصفة لندن» والمعروف ايضاً باسم لين سانت مارتن (1938)وقد شاركت الأداء حينها مع تشارلز لزلغتون.
وكان أوليفييه يحاول توسيع مشواره السينمائي. ولميكن أوليفييه معروفاً في الولايات المتحدة على الرغم من نجاحه في بريطانيا، والمحاولات السابقة لتقديمه إلى الجمهور والتي باءت بالفشل. وبعد أن تم العرض عليه للقيام بدور هيتكليف وذلك في إنتاج صموئيل غولدوين لفيلم «مرتفعات يذرنغ» عام 1939، سافر أوليفييه إلى هوليوود، تاركاً لي في لندن. وقد قام غولدوين ومخرج الفيلم، وليام يلر، بالعرض على لي دور ثانوى للقيام بشخصية إيزابيلا، ولكنها رفضت، وفضلت القيام بدور كاتى، التي ذهبت إلى ميرال أوبيرون.

### ذهب مع الريح

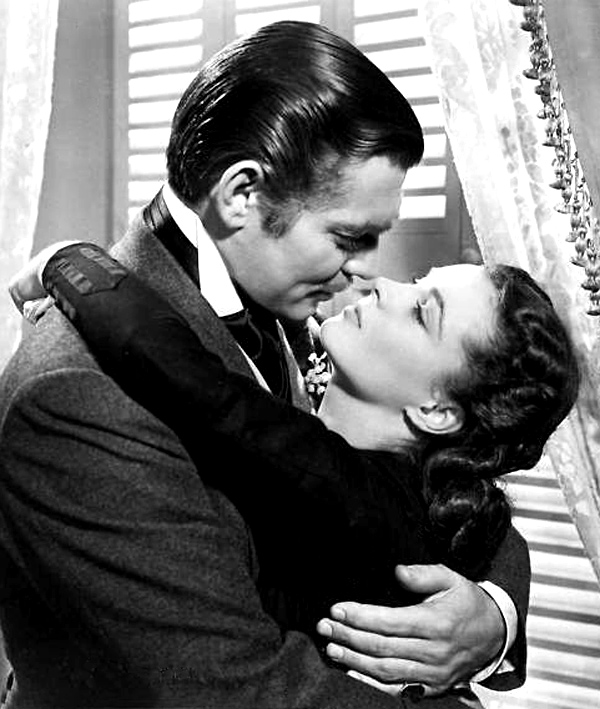
المشاركة مع الممثل كلارك جابيل في ذهب مع الريح(1939)

وكانت هوليوود في غمرة بحث مكثف على نطاق واسع لإيجاد ممثلة لتجسيد دور سكارليت أوهار في إنتاج ديفيد سلزنيك «ذهب مع الريح» الصادر عام 1939. وفي ذلك الوقت، كان مليرون سلزنيك شقيق داود والوكيل المسرحى الأمريكى «للي» كان ممثل لوكالة سلونيك مايرون. وفي فبراير عام 1938، قدمت لي طلب لمايرون سلزنيك للنظر إليها للعب دور سكارليت أوهارا. ويعتقد مايرون سلزنيك، الذي شاهد أدائها هذا الشهر في «حريق إنجلترا» و«يانك في أكسفورد» أنها ممتازة، ولكن بأى حال من الأحوال يمكنها ان تجسد شخصية سكارليت لآنها كانت «بريطانية من الدرجة الأولى». وبالفعل سافرت لي إلى لوس أنجلوس، لتكون مع أوليفييه ولمحاولة إقناع ديفيد سلزنيك انها يمكنها القيام بدور سكارليت . وعندما التقى مايرون سلزنيك الذي مثل أيضاً أوليفييه بشخصية «لي»، شعر إنها تمتلك صفات أخيه التي كان يبحث عنها . ووفقاً للأسطورة، أخذ مايرون سلزنيك «لي» وأوليفييه إلى المجموعة حيث يتم تصوير مشهد حرق مستودع أطلنطا وكان أيضاً المكان المحدد للقاء، حيث قام بتقديم لي وهو يخاطب شقيقه الأصغر بسخريه«ياعبقرى، قم بمقابلة سكارليت أوهارا الخاصة بك». وفي اليوم التالى، قامت لي بقراءة مشهد لسلزنيك، الذي قام بتنظيم اختبار شاشة مع المخرج جورج كوكر، وكتب لزوجتة «إنها الفرس الأسود، سكارليت، وتبدو إنها لم يسبق لها مثيل».وليس من أجل أي شخص ولكن لك: «لقد تم التقسيم إلى بوليت غودار وروجان أرثرو وجوان بينيت وفيفيان لي». والمخرج جورج كوكر وافق واشاد بها قائلاً«الوحشية التي لا تصدق» التي تتمتع بها لي، وقال إنها حصلت على دور سكارليت بعد فترة وجيزة .
وقد شكلت عملية التصوير صعوبة على لي . فقد تم إقالة كوكر وحل محله فيكتور فليمينغ، والذي تشاجر مع لي في الكثير من الأحيان . وكانت لي واوليفيا دى هافيلاند يتلقنّ سراً مع كوكر في الليل وفي عطلات نهاية الأسبوع وذلك لإسداء النصيحة لكل منهن حول الكيفية التي يلعبنّ بها أدوارهن. وقد أتخذت لي كلارك غيبل وزوجته كارول لومبارد وأوليفيا دى هافيلاند أصدقاء لها. لكنها اشتبكت مع ليزلى هاوارد، والذي كان مطلوباً منها أن تلعب معه عدة مشاهدعاطفية. وكان في بعض الأحيان يتم الطلب من لي أن تعمل طوال الأسبوع وكان في الكثير من الأحيان في وقت متأخر من الليل وذلم ما زاد الحمل على عاتقها، وكانت كثيرا ما تفتقد أوليفييه الذي كان يعمل في مدينة نيويورك. وفي مكالمة هاتفية على بعد مسافة طويلة مع اوليفييه، صرحت له«كيف أكره تمثيل الأفلام، أكرهه، اكرهه بشدة، ولن أريد أن أقوم بفيلم اخر مرة اّخرى».
ونقل عن سيرة 2006 من أوليفييه، دافعت أوليفيا دى هافيلاند عن لي وعن الإدعاءات التي تم توجيهها إلى لي فيما يتعلق بسلوكها الجنونى أثناء تصوير فيلم «ذهب مع الريح»." فيفيان كانت تمتاز بالمهنية الاحترافية، والانضباط الدقيق أثناء وجودها في فيلم ذهب مع الريح، وكان شغلها الشاغل ينصب على: أن تبذل قصارى جهدها في القيام بدور صعب للغاية، وأن يتم فصلها عن لارى أوليفييه، الذي كان في نيويورك ". وأضافت لي أنّ "ذهب مع الريح" جلب لها الاهتمام الفوري والشهرة ولكنها تقول،" أنا لست نجمة فيلم -أنا ممثلة، فكونى نجمة سينمائية - مجرد نجمة سينمائية -في مثل هذه الحياة الزائفة، عشت من أجل قيم وهمية ومن أجل الدعاية .ممثلات يستمرنّ لفترات طويلة وهناك ما يكون دائماً أدوار رائعة للقيام بها . وقد حاز الفيلم على عشرة جوائز اوسكار بما في ذلك جائزة أفضل ممثلة عن لي. والتي فازت أيضا بجائزة دائرة أفضل ممثلة من نقاد السينما بنيويورك .

## الزواج والمشاريع المبكرة

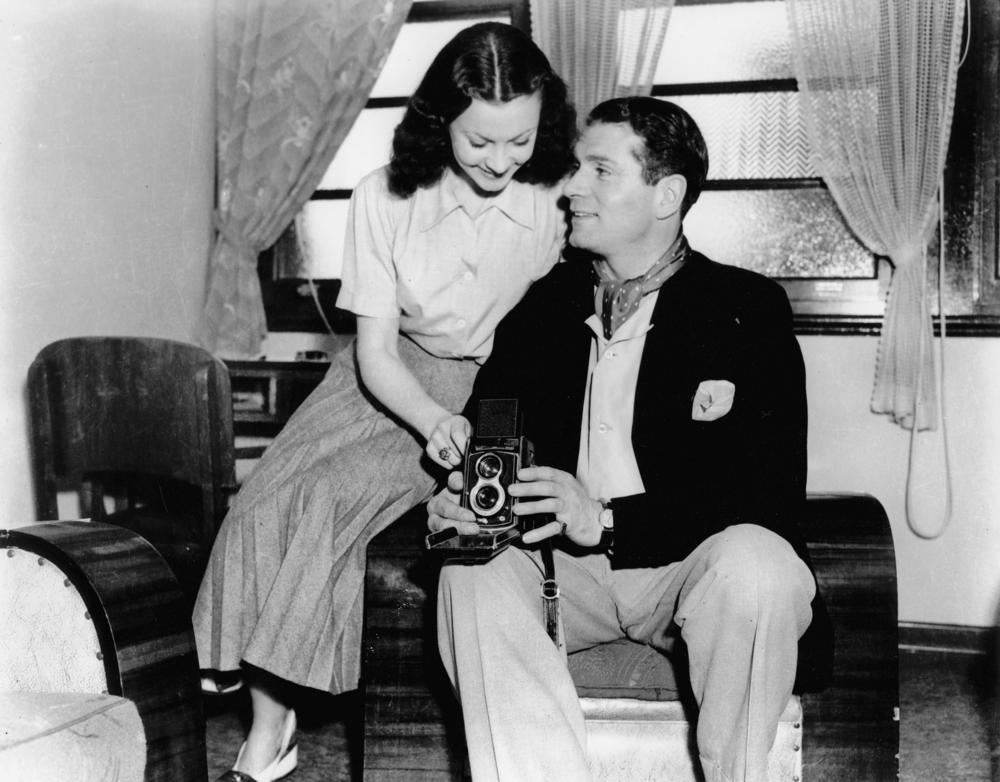
لي وأوليفييه أثناء وجودهم بأستراليا ، يونيو عام 1948

و في فبراير عام 1940، وافقت جيل إسموند على الطلاق من أوليفييه، ووافق لي هولمان على طلاق لي، على الرغم من حفاظهم على أواثر الصداقة القوية والتي استمرت طيلة حياة لي . وقد تم منح إسموند حضانة تراكوين، ابنها من أوليفييه . ومن جانب اخر، تم منح هولمان حضانة سوزان، ابنته من لي .وفي 31 من أغسطس عام 1940، تم عقد قران لي وأوليفييه في مزرعة سان يسيدرو في سانتا باربرا بولاية كاليفورنيا، في احتفال اقتصر فقط على حضور عوائلهم، رونالد وبينيتاكولمان والشهود،كاثرين هيبورن وغارسون كانين . وقامت لي بتقديم اختبار الشاشة وأعربت عن أملها في أن تشارك النجومية مع أوليفييه في ريبيكا، الفيلم الذي كان من إخراج ألفريد هيتشكوك ومن بطولة أوليفييه. وبعد مشاهدة اختبار الشاشة الذي قدمته لي، أشار ديفيد سلزنيك أنها «لا تبدو مقنعة من حيث الصدق أو العمر أو البراءة»، وهو الرأي الذي يشاركه فيه هيتشكوك ومعلم لي، جورج كوكر. وقد لاحظ سلزنيك أنها لم تبد أي حماس للجزء الذي ستقوم بأدائه ذلك حتى تم التـأكيد أن أوليفييه هو الممثل الرئيسى لذا قام بدوره بترشيح جوان فونتين.ومن الجدير بالذكر، أنه رفض السماح لها بالانضمام مع أوليفييه في فيلم الكبرياء والتحيز الصادر عام 1940، ولعبت جرير جارسون دوركانت لي تريدة لنفسها . فقد كان الفيلم الذي يحمل عنوان جسر واترلو والذي تم إصدارة عام 1940 قد تألق فية كلاً من أوليفييه ولي، ومع ذلك قام سلزنيك باستبدال أوليفييه بروبرت تايلور، وتم وصفه في ذروة نجاحة بأنه واحداً من أكثر النجوم شعبية الذين ينتمون إلى مترو غولدوين ماير. وقد عكست أجورها العالية وضعها الذي تتمتع به في هوليوود، وكان الفيلم هو الأكثر شعبية لدى الجماهير والنقاد . وقد شنت عائلة أوليفييه مرحلة الإنتاج من روميو وجولييت لبرودواى .ونشرت صحافة نيويورك الطبيعة الزانية لبداية علاقة كلاً من أوليفييه ولي وتساءلت الصحيفة عن أخلاقياتهم فيما يخص عدم العودة إلى المملكة المتحدة للمساعدة في الجهود الحربية. وكانت النقاد معادية في تقييمهم لروميو وجولييت . وكتب بروكس أتكينسون لصحيفة نيويورك تايمز «على الرغم من أن الآنسة لي والسيد أوليفييه هم من الشباب الوسيم ، فإنهم نادراً ما يقومون بالتصرف في الأجزاءالتي يؤديها كلاً منهم على الإطلاق». وبينما يعزى معظم اللوم لتمثيل أوليفييه وإتجاهاته ، وجهت انتقادات ايضاً للي ، فقد قام برنارد جريانير بالتعليق على «جودة صوت الآنسة لي ، فتاة المتجر النحيفة». وقام الزوجان باستثمار جميع مداخراتهما والتي تبلغ 40000 دولار في المشروع ، ولكن باء المشروع بالفشل ، وتسبب ذلك في حدوث كارثة مالية لهم . وقام أوليفييه بتصوير فيلم بعنوان «هذة المرأة هاملتون» عام 1941 حيث قام بتجسيد دورهوراشيو نيلسون ولي في دور ايما هاملتون . ولم تكن الولايات المتحدة دخلت الحرب بعد ، وكان هذا الفيلم واحداً من عدة أفلام قدمتها هوليوود بهدف إثارة المشاعر الموالية لبريطانيا بين الجماهير الأمريكية . وقد حصد الفيلم شعبية كبيرة في الولايات المتحدة ، وحقق نجاحاً بارزاً في الاتحاد السوفياتى . وقام ونستون تشرشل بعرض الفيلم في حفلة شملت فرانكلين روزفلت، وبنهاية الحفلة، قام بتوجيه كلمة للحاضرين «أيها السادة ، أعتقد أنكم ستستمتعون بهذا الفيلم ، خاصةً إنه يعرض أحداثاً عظيمة مماثلة لما تشاهدونه اليوم في أرض الواقع». وبقيت عائلة أوليفييه هي المفضلة لدى تشرشل ، وظهر ذلك في حضور حفلات العشاء والمناسبات بناء على طلبه طيلة حياته، وعن لي ، تم النقل عنه قوله «يا إلهى، إنها خبيثة». وعاد أوليفييه إلى بريطانيا ، وفي عام 1943، قام بجولة عبر شمال أفريقيا كجزء من عمل مسرحى ساخر للقوات المسلحة المرابطة في المنطقة . وقامت لي بأداء دورها للقوات وذلك قبل إصابتها بالسعال المستمر والحمى. وفي عام 1944 تم تشخيص إصابتها بوجود سل في الرئة اليسرى لها وأمضت عدة أسابيع في المستشفى قبل تعافيها . وكانت لي تقوم بتصوير قيصر وكليوباترا عام 1945 عندما أكتشفت أنها حامل ، لكنها عانت من الإجهاض. وقد تم إصابة لي لفترة مؤقتة بالاكتئاب العميق الذي ضرب أدنى نقطة له، فكانت تقع على الأرض ، وتنتحب في نوبة هيستسرية . وكانت هذة هي المرة الأولى لها من حالات الانهيار العديدة التي ارتبطت باضطراب ثنائى القطب . وأتى أوليفييه لاحقاً للتعرف على أعراض هذة النوبة الوشيكة - وبعد عدة أيام من فرط النشاط تلاه فترات من الإكتئاب والانهيار الناسف، بعد كل ذلك كانت لي ليس لديها اى ذاكرة لما حدث ، ولكن ذلك سيكون بالطبع يسبب لها الإحراج الشديد والأسف. وبوافقة طبيبها ، كانت لي على نحو جيد بما يكفى لإسئناف التمثيل عام 1946، في بطولة لإنتاج لندن الناجح لثورنتون وايلدر «شق أنفسنا» ولكن أفلامها في هذة الفترة والتي شملت قيصر وكليوباترا عام 1945 آنا كارنينا عام 1948، لم تحقق نجاحات تجارية كبيرة .وتأثرت جميعالأفلام البريطانية في هذة الفترة من الآثار السيئة لمقاطعة هوليوود للأفلام البريطانية. وفي عام 1947 تم توسيم أوليفييه ورافقته لي إلى قصر باكنغهام لتنصيبه. وقالت إنها أصبحت سيدة أوليفييه. وبعد طلاقهما ، ووفقاً للنمط الوظيفى الذي تم منحه للزوجة للطلاق من فارس ، أصبحت معروفة اجتماعياً باسم فيفيان، سيدة أوليفييه. وبحلول عام 1948 كان أوليفييه على مجلس الإدارة لمسرح فيك القديم ، وشرع هو ولي بعد ذلك في جولة استغرقت ستة أشهر لآستراليا ونيوزيلاندا لجمع الأموال للمسرح . وتلقى اوليفييه زمام المبادرة في ريتشارد الثالث كما شارك لي في «مدرسة الفضيحة» و«شق أنفسنا».وبالفعل حققت الجولة نجاحاً مميزاً، وبالرغم من أن لى كانت تعانى من الأرق وسمحت بالبديل الجاهز ان يحل محلها لمدة أسبوع بينما كانت مريضة ، صمدت أمام المطالب التي تم تشكيلها عليها مع أوليفييه الذي أشار إلى قدرتها على «سحر الصحافة». وأشار أعضاء الشركة فيما بعد إلى عدة مشاجرات بين الزوجين كما كان أوليفييه مستاء للغايه من المطالب المفروضة عليه خلال الجولة. ووقعت المشادة الأكثر مأساوية في كرايستشيرش، بنيوزيلاندا ، عندما لم يتم العثور على حذاء لي ورفضت لي الذهاب إلى خشبة المسرح من دون حذاء .وما كان على أوليفييه الغاضب والمرهق إلا أنه قام بصفعها على وجهها، وقامت لي المدمرة برد الصفعة له في المقابل ، مستاءه انه قام بضربها علناً.وفيما بعد، استأنفت لي طريقها إلى المسرح في طلمبات مستعارة، وخلال ثوان ، كانت «قد جفت دموعها وتبسمت ابتسامة زاهية على خشبة المسرح». وفي نهاية الجولة ، شعر كلاً منهما بالإنهاك والمرض .وقال أوليفييه لصحفى «قد لا تعرفون ذلك ولكن كنت تتحدث إلى أثنين من الجثث المتحركة» وفي وقت لاحق لاحظ أنه «فقد فيفيان» في أستراليا . وكان لنجاح الجولة الدور في تشجيع اوليفييه لجعل أول ظهور لهما معاً في منطقة ويست إند ، وأداء نفس الأعمال معاً في موقع واحد ، أنتيجون، وشمل ذلك إصرار لي التي ترغب في لعب دور تراجيدى .

## عربة اسمها الرغبة

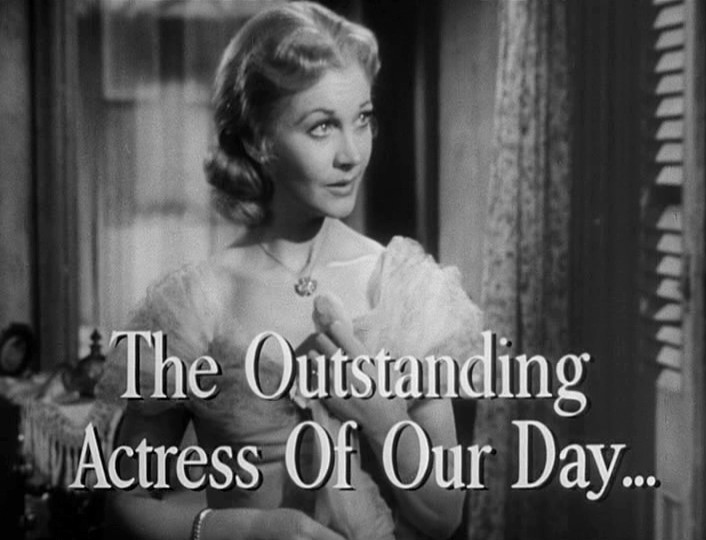
فى دور بلانش دوبوا ، صورة من النسخة السينمائية لفيلم عربة اسمها الرغبة(1951)

سعت لي بعد ذلك إلى دور بلانش دوبوا في مرحلة إنتاج ويست إند لتينيسي وليام في الفيلم الذي يحمل عنوان عربة اسمها الرغبة حيث تم اختبارها أمام ويليام ومنتجة المسرحية ايرين ماير سلزنيك التي رأت لي في عدة أعمال منها مدرسة الفضيحة وأنتيجون. وتم التعاقد مع أوليفييه للتوجيه . وتحتوى المسرحية على مشهد اغتصاب كما تشير إلى المجون والشذوذ الجنسى ، فكانت مسرحية مثيرة للجدل ، ومناقشة وسائل الإعلام حول مدى ملاءمتها زادت من قلق لي . ومع ذلك ، قالت لي أنها تؤمن بقوة أهمية العمل . وعندما تم فتح إنتاج ويست إند لعربة اسمها الرغبة في أكتوبر عام 1949، ندد بريستلى بالمسرحية وبأداء لي، والناقد كينيث تينان ، الذي كان دائماً يرفض أدائها المسرحى  ، قام بالتعليق أن سوء أداء لي يرجع انّ الممثلين البريطانيين «مهذبين للغاية لأداء الدور بفعالية على خشبة المسرح».وكان أوليفييه ولي لا يشعران بالرضا خاصةً أن هذا الجزءمن النجاح التجارى للمسرحية يكمن في أفراد الجمهور الذين حضروا لرؤية ما يعتقدون انها ستكون قصة بذيئة ، بدلاً من المأساة اليونانية المتوخاة . وكان للمسرحية مؤيدين أقوياء ، من بينهم نويل كوارد الذي وصف لي بأنها «رائعة». وبعد تقديم 326 عرضاً، سرعان ما عملت لي على تجسيد دور بلانش دوبوا في. وكان لإحساسها غير الموقر من الفكاهة في الكثير من الأحيان سمح لها إقامة علاقة مع شريكها النجم مارلون براندو، ولكن واجهت لي صعوبة أولية في العمل مع المخرج إيليا كازان، الذي كان مستاءً من الإتجاة الذي اتخذه أوليفييه في تشخيص شخصية بلانش . قد كان كازان يفضل جيسيكا تاندى وفي وقت لاحق ، أوليفيا دى هافيلاند على لي ، ولكن لي عرفت إنها حققت نجاحاً في لندن عندما قامت بدور بلانش . وعلق المخرج في وقت لاحق أنة لم يعير لها اهتماماً كبيراً كممثلة «كان لديها الموهبة الصغيرة»، ولكن، مع تقدم العمل، قال انة أصبح «الكامل من الإعجاب» لذلك «القدر من العزم على التفوق على أي ممثلة قد عرفتها».وقالت لي أنها تريد الزحف على الزجاج المكسور إذا ظنت أن ذلك سيساعدها في أداء دورها . ووجدت لي الدور شاق للغاية وعلقت في صحيفة لوس أنجلوس تايمز «كان لي تسعة أشهر في مسرح بلانش دوبوا، انها الآن في قيادتى». ورافقها أوليفييه إلى هوليوود حيث كان يشارك نجوم مع جينيفر جونز في «كارى وليام يلر» الصادر في عام 1952 . وكان أداء لي في «عربة اسمها الرغبة» قد فاز بآراء مبهرة ، ذلك بالإضافة إلى حصولهاعلى جائزة الأوسكار الثانية لأفضل ممثلة  ، ونالت من الأكاديمية البريطانية لفنون السينما والتليفزيون جائزة أفضل ممثلة بريطانية ، ونالت جائزة الدائرة لأفضل ممثلة من نقاد نيويورك السينمائي. وعلّق تينيسى وليامز أن لي تمثل «كل ما كنت أنوي ، وكثيراً مما كنت لا أحلم به قط». فكان لدى لي ذاتها مشاعر مختلطة حول ارتباطها بالشخصية ، وفي الأعوان الأخيرة ، قالت أن دور بلانش دوبوا «تم ترشيحة لى على نحو الجنون».

## الصراع مع المرض
في عام 1951 قام لي وأوليفييه بأداء مسرحيتين عن شخصية كليوباترا، الأولى بعنوان أنتونى وكليوباترا لوليام شكسبير والثانية بعنوان كليوباترا وقيصر وكاتبها جورج برنارد شو، وكانوا يقدمون هذة المسرحيات بالتناوب كل ليلة وحصدوا الكثير من الملاحظات الجيدة . بالإضافة إلى ذلك ، قد أخذوا الإنتاج إلى نيويورك ، حيث أدوا مجموعة من المسرحيات على مسرح زيجفيلد عام 1952 وكانت الملاحظات في معظمها إيجابية، ولكن الناقد كينيث تينان أثار غبهم عندما أشار أن لي كانت موهبة متواضعة وهي التي أجبرت أوليفييه أن يقدم الكثير من التنازلات من تلقاء نفسه . وكان لخطبة تينان اللاذعة الأثر في تعجيل انهيار آخر تقريباً ، فيما يخص لي ، وكانت لي لديها رعب من الفشل وكانت عازمة على تحقيق العظمة ، إلا أنّ تينان تمسّك بتعليقاتة وتجاهل ملا حظات إيجابية من النقاد الآخرين . وفي يناير / كانون الثانى عام 1953، سافرت لي إلى سيلان لتصوير «سير الفيل» مع بيتر فينش. وبعد فترة وجيزة من بدء التصوير، تعرضت لي لانهيار مما أدى إلى جعل بارامونت بيكتشرز تحل محلها مع إليزابيث تايلور. وقام أوليفييه بإعادة لي إلى وطنهم في بريطانيا ، فبين فترات التنافر التي حدثتبين كلاً منهم ، صرّحت لي لأوليفييه أنها تعيش حالة حب مع فينش وأنها أقامت علاقة غرامية معه. وتم شفاء لي تدريجياً على مدى فترة استغرقت عدة أشهر . ونتيجة لما حدث ، علم الكثير من أصدقاء أوليفييه بمشاكلها . وذكر ديفيد نيفن أنها كانت «إلى حد كبير ، مصابة بمرض الجنون». وأعرب نويل كواردعن مفاجأة في مذكراتة أن «الأمور كانت سيئة وتزداد سوءاً منذ عام 1948 أو ما يقرب من ذلك». فبدأت علاقة لي الرومانسية مع فينش عام 1948، وفترت وضعفت علاقتهم عدة سنوات ن وخفقت تلك العلاقة في نهاية المطاف لتدهور حالتها العقلية . وبحلول عام 1953 استعادت لي صحتها بالقدر الكافى الذي يمكنها أداء دور تمثيلى في «الأمير النائم» حيث تشارك البطولة مع أوليفييه ، وفي عام 1955، أدوا نخبة من الأعمال في ستراتفورد أبون أفون وشملت هذة الأعمال الليلة الثانية عشر لشكسبير بالإضافة إلى ماكبث وتيتوس أندرونيكوس. كما قاموا بتقديم المسرحيات لصالح العديد من دور الإعاقة وحصدوا آراء جيدة ، وبدت صحة لي أنها مستقرة . وقام جون جيلجود بإخراج «الليلة الثانية عشر»، وكتب «..... ربما يظل لدى ما هو جيد لتقديم هذة المسرحية الإلهيه ، لا سيما إذا سنحت له الفرصة أن يسحب لي من جبنها ويشعرها بالآمان فهو أضاف أن (لي أذكى منه ولكنها ليست ممثلة بالفطرة)، فمن جانب جون ، فهو تجرأ بثقة جداً ..... ولكن لي كانت نادراً ما تجرؤ على الإطلاق من جانبها ، وكانت تشعر بالرعب من أن تتجاوز إمكانياتها والقيام بأى دور لم تخوضه من قبل أو لم تمارسة بالتدريب بشكل كبير». وفي عام 1955 لعبت لي دور البطولة في فيلم لأناتول ليتفاك يحمل عنوان «البحر الأزرق العميق»، وشاركه النجم كينيث مور الذي كان يشعر ببرود التفاعل بينه وبين لي أثناء التصوير . وفي عام 1956 تولت لي دور البطولة في مسرحية نويل كوارد «فقاعة بحر الجنوب»، ولكنها أصبحت حاملاً وانسحبت من الإنتاج . وبعد عدة أسابيع ، كانت قد أجهضت ودخلت فترة من الاكتئاب التي استمرت لعدة أشهر . وانضمت لي لأوليفييه للقيام بجولة أوروبية لعرض «تيتوس أندرونيكوس»، ولكن فسدت الجولة نتيجة للنوبات المتكررة من جانب لي ضد أوليفييه والآعضاء الآخرين بالجولة . وبعد عودتهم إلى لندن، كان لزوجها السابق، لى هولمان ، الذي مازال يمارس تأثيراً قوياً عليها ، الفضل أن يبقى مع أوليفييه ويهدء من غضبها . وفي عام 1958 حيث كان النظر في زواجها قد انتهى ، بدأت لي علاقة مع الممثل جاك ماريفال ، الذي كان يعرف بحالة لي الصحية واكّد لأوليفييه أنة سيعتنى بها . وفي عام 1959، وعندما حققت كوميديا نويل كوارد النجاح في «اهتم بلولو !»، وقام ناقد من جريدة التايمز بوصف لي بأنها «جميلة، باردة، وتتقبل الأمر الواقع، إنها سيدة كل حاله». وفي عام 1960 تم طلاقها من أوليفييه وسرعان ما تزوج أوليفييه من الممثلة جوان بلورايت . وفي سيرته الذاتية، ناقش أوليفييه سنوات الإجهاد الذين شاهدوها بسبب مرض لي قائلاً: «أثناء تملكها من قبل هذا الوحش الشرير خارق الطبيعة ،الهوس والاكتئاب، ونوباتة الشديدة أكثر من أي وقت مضى ، إلا أن احتفظت لي بقدرتها الفردية الخاصة-القدرة على إخفاء حالتها العقلية الحقيقية عن الجميع تقريباً بإستثنائى ، فمن الصعب أن يكون من المتوقع أن تكلف نفسها عناء».

## السنوات الأخيرة والوفاة
وتم الإثبات أن ماريفال يشكل للي مصدر الإستقرار ، وعلى الرغم من رضاها الخارجى ، تم النقل عنها بواسطة رادى هاريس أنها " تفضل أن تعيش حياة قصيرة مع لارى (أوليفر) فضلاً عن أن تواجه حياة طويلة من دونه ". ومن الجدير بالذكر أن زوجها الأول ، لي هولمان، قضى معها وقتاً طويلاً . وانضم ماريفال لها للقيام بجولة في أستراليا ونيوزيلاندا وأمريكا اللاتينية حيث استمرت هذة الجولة من يوليو 1961 حتى مايو 1962، وتمتعت لي بالملاحظات الإيجابية دون مشاركة الأضواء مع أوليفييه. على الرغم من أنها كانت لا تزال تعانى من نوبات الاكتئاب ، انها واصلت العمل المسرحى ، وفي عام 1963، حصلت لي على جائزة تونى لأفضل ممثلة في فيلم موسيقى عن دورها في توفاريتش . كما ظهرت لي في أفلام الربيع الرومانى للسيدة ستون الذي صدر عام 1961 وسفينة السفهاء عام 1965 . وكان أخر ظهور للي على الشاشة في فيلم طسفينة السفهاء" يعتبر انتصاراً ورمزاً للمرض الذي ضرب جذوره فيها . فقد كان كلاً من المنتج والمخرج ستانلى كرامر الذي انتهى من الفيلم ، يعتزم على نجومية لي ولكنه كان في البدء غير مدرك للصحة العقلية والجسدية الهشة لنجمتة . وفي سرد أعمالها التي قامت بها في وقت لاحق ، تذكر كرامر شجاعتها في القيام بدور صعب حيث "كانت مريضة وشجاعتها في المضى قدماً، لعمل فيلم ، كان حتماً شئ لا يصدق تقريباً ". فكان يشوب أداء لي جنون الشك والارتياب وذلك أسفر عن تفجير نوبات الغضب التي شابت علاقتها مع الجهات الفاعلة الأخرى ، على الرغم من أن كلاً من سيمون سينورى ولي مارفن كانوا متعاطفين ومتفاهمين . وفي مثال غير عادى خلال مشهد محاولة اغتصاب ، أصاب لي الذهول الشديد وقامت بضرب مارفن بطريقة غير عادية بحذائها ذو النهايات المدببة ، مما أصاب وجه مارفن بإصابات . وفازت لي بنجمة كريستال لدورها الرائد في "سفينة السفهاء". وفي مايو عام 1967، كانت لي تتدرب في بروفات العرض استعداداً لظهورها مع مايكل ريدغريف في "التوازن الدقيق " لإداورد ألبى وكانت وقتها تعانى من تكرار الإصابة بالسل. وبعد عدة أسابيع من الراحة ، بدا إنها استردت صحتها . وفي ليلة 7 يوليو عام 1967، تركها ماريفال كما جرت العادة في اجتماعهم بشقة بساحة إيتون، وذلك للإستعداد لأداء مسرحية ، وعاد إلى منزله قبل منتصف الليل ليجد لي نائمة . وبعد حوالى 30 دقيقة ، عاد إلى غرفة النوم واكتشف جثتها على ملقاه على الأرض . فكانت لي تحاول السير إلى دورة المياه ، وكانت رئتيها مليئة بالسائل ، مما سبب انهيارها واختناقها . وحاول ماريفال أولاً الاتصال بعائلتها وفي اليوم التالى ، كان قادراً على الوصول إلى أوليفييه ، الذي كان يتلقى العلاج من السرطان في مستشفى قريب . وفي سيرته الذاتية ، وصف أوليفييه "كربه الشديد" وسافر على الفور إلى مقر لي ليجد أن ماريفال نقل جسدها على السرير . قدم أوليفييه احترامة قائلاً "وقفت وصليت من أجل الصفح عن جميع الشرور التي نشأت بيننا ". قبل مساعدة مريفال في اتخاذ ترتيبات الجنازة ، بقى أوليفييه حتى تم نقل جسدها من الشقة . وعند إعلان وفاتها يوم 8 يوليو ، انطفأت أضواء جميع مسارح وسط لندن لمدة ساعة . والخدمة الكاثوليكية للي ، تمت إقامتها في كنيسة مريم العذراء، في شارع كادوجان ، لندن . وحضر جنازتها العديد من الشخصيات البارزة من مسرح وتليفزيون بريطانيا . ووفقاً لما نصت عليه وصيتها ، طلبت لي أن يتم حرق جثتها في محرقة غولديرز الأخضر وأن يتناثر رمادها على البحيرة التي يطل عليها منزلها الصيفى ، في مطحنة تيكاردج ، بالقرب من ، شرق ساكس، إنجلترا . وتم عقد حفل تأبين في سانت مارتن داخل الحقول ، مع إشادة نهائية تمت قراءتها من قبل جون جيلجود . وفي عام 1968، أصبحت لي أول ممثلة يتم تكريمها في الولايات المتحدة ، من خلال "أصدقاء المكتبات في جامعة جنوب كاليفورنيا ". وتم إجراء المراسم كخدمة تذكارية ، مع مختارات من أفلامها كما هو مبين وكتحية مقدمة من شركات زميلة ، فجورج كوكر ، الذي قام بفحص الاختبارات التي قدمتها لي في فيلم "ذهب مع الريح" كانت هي المرة الأولى التي يتم فيها النظر إلى اختبارات الشاشة خلال الثلاثين سنة الماضية .

## الميراث الفنى
و تعتبر لي واحدة من الممثلات الأكثر جمالاً في يومها ، وأكد مخرجون لها هذا في معظم أفلامها . وعند سؤالها عما إذا كانت تعتقد أن جمالها كان عائقاً يحول دون أخذها على محمل الجد كممثلة ، قالت :" الناس يعتقدون انة إذا تبدو جميل الطلعة إلى حد ما ، لايمكنك ربما العمل ، ولأن ما يهمنى هو التمثيل، أعتقد أن الجمال يمكن أن يكون عائقاً كبيراً إذا كنت تريد حقاً إتقان الجزء التمثيلى الذي تقوم به ، وهو ما ليس بالضرورة يشبه شخصيتكم ". فضلاً عمّا سبق ، وصف المخرج جورج كوكر لي بأنها "ممثلة بارعة، يعوقها الجمال"، وقال لورانس أوليفييه أن يجب على النقاد " تقديم الفضللها لكونها ممثلة ولا يتم السماح أن تكون أحكامهم مشوهة بسبب جمالها البارع ". وشاركهم غارسون كانين وجهة نظرهم ، ووصف لي بأنها "مثيرة للغاية التي غالباً ما تميل إلى طمس إنجازاتها المذهلة كممثلة ". فالجميلات الساحرات هنّ من النادر ممثلات كبيرات ببساطة لأنها لا تحتاج إلى أن تكون . ولكن كانت فيفيان مختلفة وطموحة ومثابرة وجادة وفي الكثير من الأحيان كانت مصدر إلهام ". وأوضحت لي أنها لعبت " العديد من ألدوار المختلفة الممكنة " في محاولة لإتقان مهنتها ولتبديد التحامل حول قدراتها . كما أعربت عن اعتقادها أن الكوميديا أصعب من الدراما من حيث الأداء التمثيلى لأنها تتطلب وقت منظم أكثر ، وقالت أن المزيد من التركيز ينبغى أن ينصب على الكوميديا كجزء من التدريب الفعّال. قرب نهاية حياتها المهنية ، التي ترواحت بين كوميدية نويل كوارد ومآسى شكسبير ، لاحظت لي ،" انة من الأسهل بكثير جعل الناس يبكون من جعلهم يضحكون ". فقد جلبت لها أعمالها الفنية في وقت مبكر نجاحاً فورياً في بريطانيا ، لكنها ظلت غير معروفة إلى حد كبير في أجزاء أخرى من العالم حتى تم صدور فيلم "ذهب مع الريح ". وفي ديسمبر عام 1939، كتب الناقد السينمائي فرانك نوجنت في صحيفة نيويورك تايمز، " لقد بررت سكارليت سعيها للموهبة التي تحولت بشكل غير مباشر لها ". فهى كانت مصممة تماماً للدور الذي قامت به في "الفن والطبيعة " درجة ان أي ممثلة أخرى لا تبدو مقنعة في هذا الدور " ، ومع تصاعد شهرتها ، قالت إنها ظهرت على غلاف مجلة تايم بأنها سكارليت . وفي عام 1969، علّق الناقد أندرو ساريس أن نجاح الفيلم كان إلى حد كبير يعزى إلى "القولبة المستوحاة " من لي ،"Vivien Leigh." وكتب في عام 1998، أن لي "تعيش في عقولنا وذكرياتنا كقوة ديناميكية بلاً من وجود ثابت فقط ". "Reviews on the Web", quoting Andrew Sarris ووصف المؤرخ والناقد السينمائي ليونارد ملتين الفيلم بأنة واحداً من أعظم الأفلام على مر العصور ، وكتب في عام 1998، أن لي "لعبت دورها بشكل رائع ". وكان أدائها في إنتاج ويست إند في "عربة اسمها الرغبة "، التي وصفها الكاتب المسرحى فيليس هارتنول انة "دليل على أكبر صلاحياتها كممثلة ظهرت حتى الآن "، ذلك أدى إلى كونها واحدة من أروع الممثلات في المسرح البريطانى لوقت طويل . وفي مناقشة النسخة السينمائية للفيلم في وقت لاحق ، كتب بولين كايل أن لي ومارلون براندو قدموا "أثنين من أكبر العروض الخاصة بالأفلام على مر الزمن ". وأضاف أن عرض لي "كان واحداً من تلك العروض النادرة التي يمكن حقاً أن يقال أنة استحضر كل من الخوف والشفقة لدى المشاهد " وكان أعظم ناقد لها هو كينيث تينان الذي سخر من ادائها أمام أوليفييه أثناء إنتاج عام 1955 لفيلم تيتوس أندرونيكوس، ويعلّق على ذلك بقوله "إنها تلقت الأخبار وهي على وشك الانهيار على جثة زوجها وكانت تشعر بالانزعاج وبالضعف في ذلكالوقت وعدم القدرة على تمالك أعصابها ". "Peter Brook's Titus Andronicus, August 1955 (quoting Kenneth Tynan)." ووجّه لها كينيث أيضاً الانتقاد بسبب إعادة تأويلها لليدى ماكبث عام 1955، معلقاً على ذلك بقولة أن أدائها كان تافهاً وسطحياً ويفتقر إلى حالة الضرواة والغضب التي يتطلبها الدور . وعقب وفاتها ، عدل تينان عن رأيه، واصفاً انتقادة السابق للي بأنة "أحد أسوأ الأخطاء في الحكم " التي قام بها على مر العصور . فضلاً عن ذلك ، أدرك تينان أن تجسيد لي لشخصية ليدى ماكبث ، والذي يعتمد على استخدام ليدى ماكبث للإغراء للحفاظ على ماكبث رهن سيطرتها ، "جعل الدور أكثر منطقية من المعتاد ، فذلك هو تصوير الشخصية . وفي استطلاع نقاد المسرح الذي تم إجراءة بعد وفاة لي بفترة وجيزة ، هناك الكثير من أشار بأدائها لليدى ماكبث بإنه واحداً من أعظم إنجازاتها في المسرح . في عام 1969، تم وضع لوحة في الكنيسة لها ، كنيسة القديس بولس، بكوفنت غادرن بلندن . علاوة على ذلك ، في عام 1985 تم إدراج صورة لها في سلسلة المملكة المتحدة للطوابع البريدية، جنباً إلى جنب مع السير ألفريد هيتشكوك وتشارلى شابلن وبيتر سيلزر وديفيد نيفن وذلك لإحياء "عام الفيلم البريطانى ". وفي أبريل عام 2013، تم إدراج صورها في سلسلة أخرى ، وهذه المرة للاحتفال بالذكرى المائة لميلادها ، وتم ظهور صورها على الطوابع البريطانية في أكثر من مناسبة . وقامت المكتبة البريطانية في لندن بشراء أوراق لورانس أوليفييه من بلده عام 1999.والمعروفة باسم أرشيف لورانس أوليفييه ، وتتضمن تلك المجموعة العديد من الوراق الشخصية لفيفيان لي، بما في ذلك العديد من الرسائل التي كتبت لأوليفييه . وتضم أوراق فيفيان لي رسائل وصور وعقود ومذكرات كانت تحتفظ بها ابنتها ، السيدة سوزان فرينغتون . وفي عام 1994 قامت المكتبة الوطنية في أستراليا بشراء ألبوم صور فوتوغرافية ، وكانت تعتقد أنه ينسب إلى عائلة أوليفييه ، وهو يحتوى على 573 صورة للزوجين أثناء جولتهم في أستراليا عام 1948. ويحفظ الآن على أنه جزء من سجل تاريخ الفنون في أستراليا . "Laurence Olivier/Vivien Leigh. وفي عام 2013، تم الحصول على أرشيفالرسائل لفيفيان لي ويومياتها وصورها الفوتوغرافية بالإضافة إلى النصوص المسرحية والعديد من الجوائز التي حصلت عليها من متحف فيكتوريا وألبرت "Vivien Leigh archive acquired by V&A. .

## الجوائز والترشيحات
حصلت فيفان على جائزة الأوسكار لأفضل ممثلة رئيسية مرتين الأولى عن دورها في فيلم ذهب مع الريح والثانية عن دورها في فيلم عربة اسمها الرغبة.
| سنة الأستحقاق | الأعمال الفنية    | الجوائز                                                                                                 | النتيجة        |
| ------------- | ----------------- | --- | -------------- |
| 1965          | سفينة السفهاء     | النجمة الكريستال لدورها الرائد                                                                          | فازت بها       |
| 1963          | توفاريتش          | جائزة تونى لأفضل ممثلة في فيلمها الموسيقى "Vivien Leigh نسخة محفوظة 20 مارس 2019 على موقع واي باك مشين. | فازت بها       |
| 1951          | عربة اسمها الرغبة | جائزة الأوسكار لأفضل ممثلة "Awards won by Vivien Leigh                                                  | فازت بها       |
| 1951          | عربة اسمها الرغبة | جائزة البافتا لأفضل ممثلة بريطانية "British Actress in 1953                                             | فازت بها       |
| 1951          | عربة اسمها الرغبة | جائزة الدائرة لأفضل ممثلة لنقاد السينما بنيويورك "1951 Awards.                                          | فازت بها       |
| 1951          | عربة اسمها الرغبة | جائزة التميز الخاصة لسانت جوردى                                                                         | فازت بها       |
| 1951          | عربة اسمها الرغبة | كأس فولبي لأفضل ممثلة                                                                                   | فازت بها       |
| 1951          | عربة اسمها الرغبة | جائزة غولدون جلوب لأفضل ممثلة -فيلم دراما                                                               | تم الترشيح لها |
| 1951          | ذهب مع الريح      | جائزة الأوسكار لأفضل ممثلة "Awards won by Vivien Leigh.                                                 | فازت بها       |
| 1939          | ذهب مع الريح      | جائزة الدائرة لأفضل ممثلة لنقاد السينما بنيويورك "1939 Awards                                           | فازت بها       |

### ملحوظات
1. ↑  بعد طلاق "فيفيان لى" و"هولمان لى"، حصل "هولمان" على وصاية ابنتهما،[20] وبعد مرور عدة عقود أصبحت "لى" جدة بعد أن أنجبت "سوزان" ثلاثة أبناء.[21]
2. ↑  و كان قد اقترح جليدون عليها اسم سوزان ثم سوزان هارتلي وماري هارتلي قبل أن يقترح عليها الاسم الأكثر غرابة "آبريل مورن" و"آبريل ماوغام."[25]

### استشهادات
1. ↑   https://www.oscars.org/oscars/ceremonies/1952. {{استشهاد ويب}}: |url= بحاجة لعنوان (مساعدة) والوسيط |title= غير موجود أو فارغ (من ويكي بيانات) (مساعدة)
2. ↑   https://www.oscars.org/oscars/ceremonies/1940. {{استشهاد ويب}}: |url= بحاجة لعنوان (مساعدة) والوسيط |title= غير موجود أو فارغ (من ويكي بيانات) (مساعدة)
3. ↑  "Vivien Leigh on being English, portraying Americans." Daily Mail (online), 3 November 2013. Retrieved: 3 February 2015. نسخة محفوظة 04 مارس 2016 على موقع واي باك مشين.
4. ↑  أوليفييه (توضيح) 1982, p. 174.
5. ↑  Briggs 1992, p. 338.
6. ↑  Bean 2013, pp. 20–21.
7. ↑  Vickers 1988, p. 6.
8. ↑  General Register Office of England and Wales, Marriages, June quarter 1912, Kensington vol. 1a, p. 426.
9. ↑  Vickers 1988, p. 9.
10. ↑  Walker 1987, p. 25.
11. ↑  Bean 2013, p. 21.
12. ↑  Taylor 1984, p. 32.
13. ↑  Walker 1987, p. 32.
14. ↑  Edwards 1978, pp. 12–19.
15. ↑  Taylor 1984, pp. 33–34.
16. ↑  Edwards 1978, pp. 25–30
17. ↑  Walker 1987, p. 39.
18. ↑  Walker 1984, pp. 38–39.
19. ↑  "Vivien Leigh profile." تيرنر كلاسيك موفيز. Retrieved: 13 October 2013. نسخة محفوظة 06 سبتمبر 2017 على موقع واي باك مشين.
20. ↑  Capus 2003, p. 40.
21. ↑  Bean 2013, p. 167.
22. ↑  Bean 2013, p. 24.
23. ↑  Taylor 1984, p. 38.
24. ↑  Edwards 1978, pp. 30–43
25. ↑  Capus 2003, p. 19.
26. ↑  Coleman 2005, p. 75
27. ↑  Taylor 1984, p. 38
28. ↑  Edwards 1978, pp. 50–55
29. ↑  Taylor 1984, p. 40
30. ↑  Bean 2013, pp. 26–27
31. ↑  Funke and Boothe 1983, p. 82
32. ↑  Walker 1987, pp. 75–76
33. 1 2  Taylor 1984, p. 14.
34. ↑  Coleman 2005, pp. 76–77, 90, 94–95
35. ↑  Coleman 2005, p. 92.
36. ↑  Coleman 2005, pp. 97–98.
37. ↑  Walker 1987, p. 92
38. ↑  Walker 1987, p. 93.
39. ↑  Walker 1987, p. 95
40. ↑  Coleman 2005, p. 97
41. ↑  Berg 1989, p. 323
42. ↑  Bean 2013, p. 52
43. ↑  Walker 1987, p. 113
44. ↑  Bean 2013, pp. 51–53.
45. ↑  Taylor 1984 p. 15
46. ↑  Haver 1980, p. 259
47. ↑  Walker 1987, p. 124.
48. 1 2  Taylor 1984, p. 22
49. ↑  Howard 1984, p. 19
50. 1 2  Taylor 1984, pp. 22–23
51. ↑  Thomas, Bob. "Quoting Olivia de Havilland." DC Examiner (The Associated Press), 3 January 2006. Retrieved: 7 January 2006.
52. ↑  Taylor 1984, pp. 22–23.
53. ↑  "Gone with the Wind." Academy Awards Database (Oscars.org) (Academy of Motion Picture Arts and Sciences). Retrieved: 15 January 2015.
54. ↑  1939 Awards." nyfcc.com (New York Film Critics Circle). Retrieved: 15 January 2015.
55. ↑  Walker 1987, pp. 150–151
56. ↑  McGilligan 2003, p. 238
57. ↑  Vickers 1988, p. 118.
58. ↑  Bean 2013, pp. 73–74
59. ↑  "Vivien Leigh- Biography." Yahoo! Movies. Retrieved: 13 October 2012
60. ↑  Vickers 1988, p. 152
61. ↑  After Olivier enrolled in the Fleet Air Arm, he served for two years as a pilot, resigning his commission in 1943 as a Lieutenant-Commander.[58] Ultimately, Ralph Richardson and others dissuaded him, convincing Olivier that his contribution to the war effort should be on stage and in film.
62. ↑  Edwards 1978, p. 12
63. ↑  Holden 1989, pp. 189–190
64. ↑  Taylor 1984, p. 59.
65. ↑  Bean 2013, pp. 80–81
66. ↑  Walker 1987, p. 65.
67. ↑  Holden 1989, pp. 202, 205, 325
68. ↑  Walker 1987, pp. 166–167
69. ↑  Vickers 1988, p. 167
70. ↑  Walker 1987, p. 170
71. ↑  Holden 1989, pp. 221–222.
72. ↑  Bean 2013, p. 115.
73. 1 2  Spoto 2001, p. 327
74. ↑  Spoto 2001, p. 216.
75. ↑  Spoto 2001, pp. 217–218
76. ↑  Holden 1989, p. 295.
77. ↑  Bean 2013, pp. 125–126.
78. ↑  Spoto 2001, pp. 218–219.
79. ↑  Shellard 2003, p. 126
80. ↑  Coleman 2005, pp. 227–231
81. ↑  Holden 1989, p. 312
82. ↑  Leigh's fee of $100,000 for A Streetcar Named Desire made her the highest paid British actress in 1951; Marlon Brando was paid $75,000 for his role.[82]
83. ↑  Thomas 1974, p. 67
84. ↑  Walker 1987, p. 167.
85. ↑  Coleman 2005, pp. 233–236
86. ↑  Taylor 1984, p. 91.
87. ↑  Bean 2013, p. 145.
88. ↑  Holden 1989, pp. 312–313.
89. ↑  Walker 1987, pp. 204–205
90. ↑  Capus 2003, p. 119
91. ↑  Tynan 1961, p. 9.
92. ↑  Edwards 1978, pp. 196–197.
93. ↑  Taylor 1984, pp. 93–94
94. ↑  Walker 1987, p. 213.
95. ↑  Coleman 2005, pp. 254–263
96. ↑  Brooks, Richard. "Olivier Worn Out by Love and Lust of Vivien Leigh". The Sunday Times, 7 August 2005. (Password required) Retrieved: 27 July 2008.
97. ↑  Capus 2003, p. 131
98. ↑  Coleman 2005, p. 271.
99. ↑  More 1978, pp. 163–167.
100. ↑  Capus 2003. pp. 138–139.
101. ↑  Walker 1987, p. 222.
102. ↑  Edwards 1978, pp. 219–234, 239.
103. ↑  Olivier 1982, p. 174
104. ↑  Walker 1987, p. 290.
105. ↑  Walker 1987,pp. 258–259.
106. ↑  Edwards 1978, pp. 266–272.
107. ↑  At one point in the pre-production, Katharine Hepburn was considered for the role of Mary Treadwell, but dropped out and was replaced by Leigh.
108. ↑  Steinberg, Jay. "Articles: Ship of Fools." Turner Classic Movies. Retrieved: January 18, 2015.
109. ↑  Walker 1987, p. 281.
110. ↑  Bean 2013, p. 279.
111. ↑  L'Étoile de Cristal was the French equivalent of the Oscar.
112. ↑  "Actress Vivien Leigh, Who Achieved Fame a Scarlett O'Hara, Dies at 53." Daytona Beach Sunday News-Journal, 9 July 1967.
113. ↑  Edwards 1978, pp. 304–305
114. 1 2  Edwards 1978, p. 284.
115. ↑  Olivier 1982, pp. 273–274.
116. ↑  Leigh's death certificate gave her date of death as 8 July 1967, although she may have died before midnight the night before.
117. ↑  Edge, Simon. "Salacious secrets lay behind the glamorous life of Gone With The Wind star Vivien Leigh." Sunday Express, 3 November 2013. Retrieved: 25 January 2015.
118. ↑  Spoto 2001, p. 346.
119. ↑  Walker 1987, p. 297
120. ↑  Bean 2013, p. 243.
121. ↑  Edwards 1978, p. 306.
122. ↑  Bean 2013, p. 244
123. 1 2  Funke and Boothe 1983, p. 82.
124. ↑  Shipman 1988, p. 126.
125. ↑  Coleman 2005, p. 227.
126. ↑  Shipman 1988, p. 125
127. ↑  Haver 1980, p. 305
128. ↑  Maltin 1997, p. 522
129. ↑  Hartnoll 1972, p. 301
130. ↑  Kael 1982, p. 564.
131. ↑  Bean 2013, p. 181.
132. ↑  In a 1983 interview after his death, Kenneth Tynan's widow derided her husband's vindictive campaign against Leigh as "completely unnecessary". Olivier dismissed it as jealousy; Leigh, however, was adversely affected by his comments.[132]
133. ↑  Taylor 1984, p. 99.
134. ↑  Walker 1987, pp. 303, 304
135. ↑  Bean 2013, p. 279

## روابط خارجية
- Vivien Leigh
- Viv & Larry
- فيفيان لي على موقع IMDb (الإنجليزية)
- فيفيان لي على موقع الموسوعة البريطانية (الإنجليزية)
- فيفيان لي على موقع روتن توميتوز (الإنجليزية)
- فيفيان لي على موقع مونزينجر (الألمانية)
- فيفيان لي على موقع ألو سيني (الفرنسية)
- فيفيان لي على موقع ميوزك برينز (الإنجليزية)
- فيفيان لي على موقع تيرنر كلاسيك موفيز (الإنجليزية)
- فيفيان لي على موقع أول موفي (الإنجليزية)
- فيفيان لي على موقع قاعدة بيانات برودواي على الإنترنت (الإنجليزية)
- فيفيان لي على موقع قاعدة بيانات الأفلام السويدية (السويدية)
- Vivien Leigh في موقع شاشة الإنترنت [الإنجليزية]‏ التابع لمعهد الفيلم البريطاني
- University of Bristol Theatre Collection, جامعة بريستول
- Australian National Library, photographs from Australian tour